# 國家點火設施
國家點火設施（英語：National Ignition Facility，缩写作 ），又稱國家點燃實驗設施，是美國的一座基于激光的惯性约束核聚变（ICF）装置。這個設施由勞倫斯利福摩爾國家實驗室建造，位於加州的利佛摩市37°41′25.7″N 121°42′03.8″W / 37.690472°N 121.701056°W。NIF意圖使用雷射（Laser）達成極大高溫高壓施加於一小粒氫燃料球上啟動核聚变反應。NIF也是人類史上最大的ICF設施和世界上最大的激光裝置，其目标是实现点火，以令其聚变燃料进入点燃状态。截至2013年10月7日，NIF首次实现了通过聚变反应输出比其靶丸从雷射吸收的能量要高的能量。
设施於1997年开始建造，但是建设上遇到了諸多問題，所以直到2000年初进度一直缓慢。但諸多政治特權使它的建造持续了下去，但也引來核武相關實驗參雜其中的批評，NIF本计划五年内完成，但是卻延期四次并嚴重超支。在2007年8月，96束雷射（原定192束）建造完工，還有48束（新計畫為144束）接近完成。2009年2月，建造大致完成。預計2010全面啟動進行實驗（輸出能量必須大於輸入）。计划總計花費40億美元。设施於2009年6月進行第一次大型激光靶實驗，並於2010年10月宣布完成第一個“綜合點火實驗”用于測試激光的功率。
整套NIF要運作必須啟動60,000具各種高科技裝置包含電路、高壓電、光學、機械構造、自動透鏡、能量感應器、監視器、雷射、和一套電腦診斷安全系統。完成這項創舉除了大量藉助電腦化自動控制還依賴大量有經驗的政府與廠商人員得以達成。長達一公里的廠房設備最終要讓192門雷射在1奈秒同時發射擊中鉛筆頭大小的燃料球。誤差不能超過30皮秒。要達到這準確度NIF的雷射裝置至關重要，整套設備必須零震動和零熱漲冷縮。所有機械都追求完美，許多10噸重的設備必須安放在100微米的誤差範圍內。
它被用來作為2013年電影《星际迷航：暗黑无界》进取号星艦中的曲速引擎核心的场景。
從2009年到2012年的實驗是在國家點火運動下進行的，目標是在2012年下半年的某個時間，在激光器達到全功率後立即點火。該運動於2012年9月正式結束，达到了大約在1⁄10點火所需的條件。 此後，NIF主要用於材料科學和武器研究。 2021年，在改進燃料靶設計後，NIF 產生了70%的激光能量，打破了歐洲聯合環狀反應爐(JET 反應堆) 1997年創下的67%的記錄，實現了燃燒等離子體。 2022年12月5日，經過進一步的技術改進，NIF 首次實現“點火”，即科學盈虧平衡，實現了154%的能量產出率。

## 特徵

### 背景
惯性约束核聚变（ICF）裝置是使用外部的熱能來源注入其中，以達到封閉區內的高溫高壓。封閉區中央的目標是一個包含若干核燃料的小球，可使用氫或氚等。高能雷射會使小球表面電漿化，表面也會炸開。其餘中心材料受到牛頓第三定律驅使，最終會向中央塌縮，这也被称为内爆。而爆炸波會使小球均勻的向中央塌缩，使得球中的核燃料在高溫高壓下达到极高的密度。理论上来说，核燃料密度足夠高就會發生聚变。
核融合會放出大量產物，其中一些（主要是α粒子）碰撞到外層高濃度燃料材料就會減速下來。偵測到期間產生的碰撞熱能後就可以斷定發生聚变反應。在内爆时，只要對燃料球給予正確的高溫高壓就能發生鏈式反應。這現象就稱為「點火」，這是引發核融合的重點過程，並且會放出大量能源。

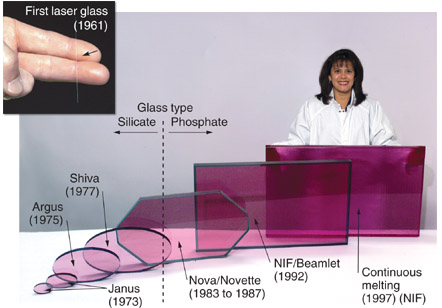
日本製造豪雅雷射玻璃板也是史上最大的定做品。
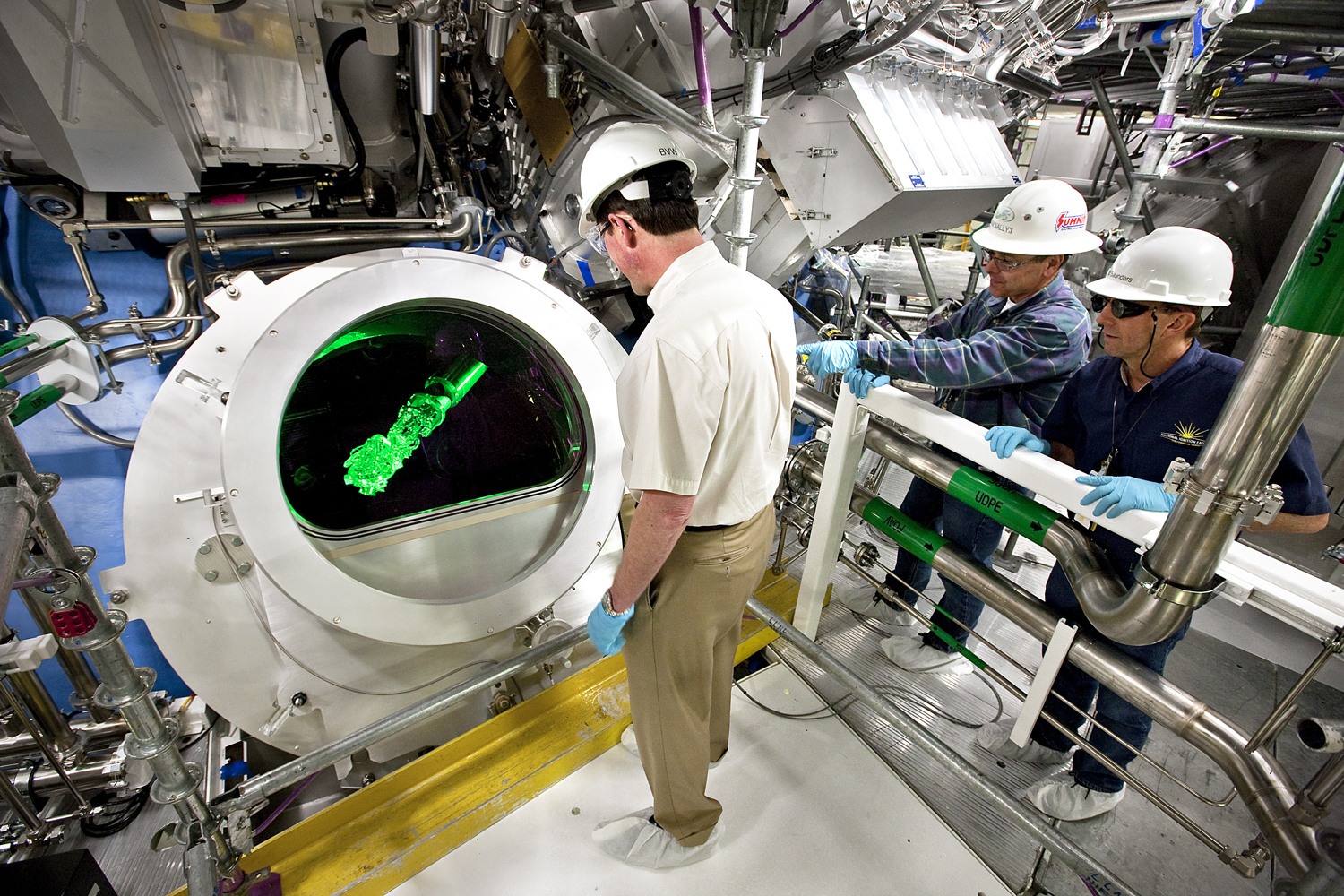
檢視口容許看入內部的直徑為30英尺的靶室。
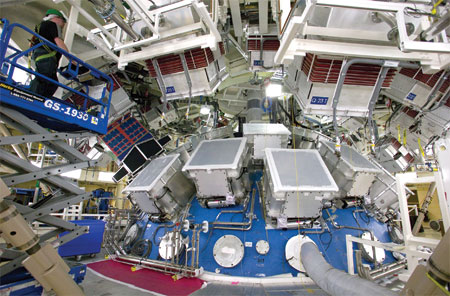
靶室上部1/3的外部視圖。大型方塊物就是雷射組件。
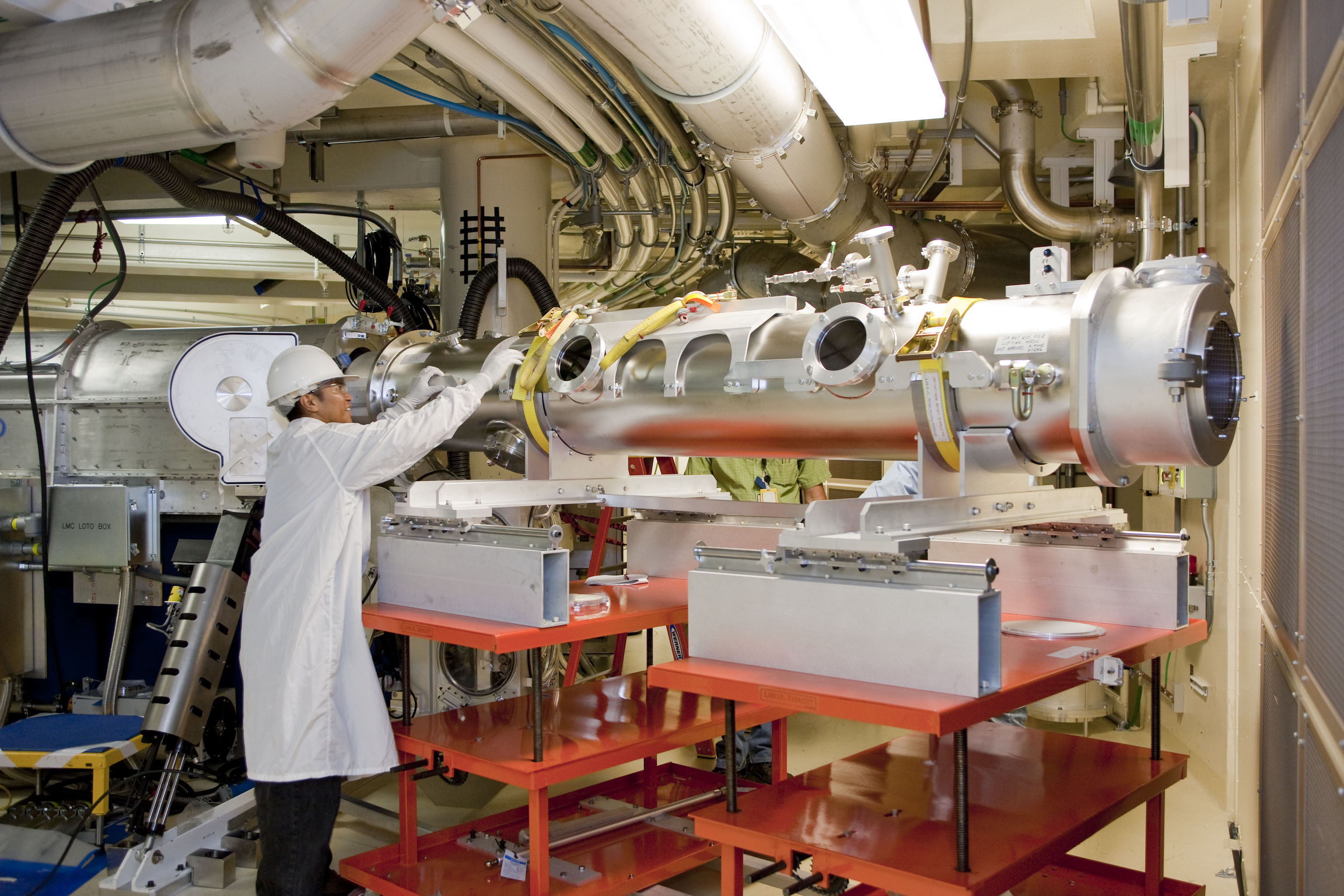
一名技術員把儀器罐裝入真空密封的診斷儀器。
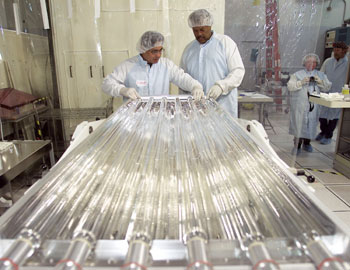
主放大器使用泵閃光燈是有史以來最大的商業生產閃光燈。

計算顯示必須要在燃料球被震暴波爆開前的數微秒之間注入足夠能量才能成功引发聚变。而且加諸小球上的能量必須要極度高能卻又均勻才能使球體向中央均勻塌縮至高密度。雖然考慮過其他施加能量的方法，例如重粒子加速器，但目前還是只有雷射科技能達成此種要求。

### 驅動雷射
NIF目標是造成500太瓦（TW）能量的雷射在1微微秒的同一瞬間擊中球體。設計中是採用192束總成雷射光束，每四具雷射產生器一組共48組 每組經過16道強化過濾器。
為了保證雷射產生器同步，所有雷射的最初光源都是來自單一產生器（ILS）再分割強化。因此最初的雷射来自于一台1053nm的掺鐿光纤主控振盪器，分束后進入48具预放大模块（PAMs）。预放大模块包括两级放大。第一级的再生放大器将激光能量从纳焦耳级别提升到数十毫焦耳。第二级放大器會讓光束循環經過四次釹玻璃，最终放大至6焦耳能量。原本的設計中预放大模块会是建设过程中的几个主要挑战之一。改良設計後可以達到更大功率所以也就縮小了體積。
主放大器与预放大模块中第二级放大器原理一樣但是更大且位於雷射末端。發射後第一層放大器會點燃7,680具高能量氙燈（每層小放大器還有自己的氙燈）。所有氙燈由電容器组存储的422百萬焦耳（MJ，117 kWh）能量供电。當光波經過，放大器會把儲存的能量加入其中，這並非是很有效率的機器，為了解決這問題光束需要使用光学开关進入反射腔重複通過四次。一系列放大最後會把原本的6焦耳雷射加強到4百萬焦耳。雖然只能維持幾奈秒，但是功率可以達到極高，瞬間超過500TW。
當放大器把能量加入雷射中後，雷射會直接射往末端的靶球。整條雷射光束貫穿建築物長達1,000呎（305m）而不中斷。其中大量的長度都是在空间滤波器中渡過，它是一種瞄準最終目標點的類似望遠鏡管狀物，並能切斷任何偏離的光束還能確保雷射以極高精確度命中。空间滤波器技术來自一项LLNL的早期實驗「獨眼巨人」專案。最後多種不同的光学元件包裝成線性可替換單元（LRUs），這種汽車大小的單一方盒可以在損壞或升級時整組模組化拆裝而不必改動建築物。

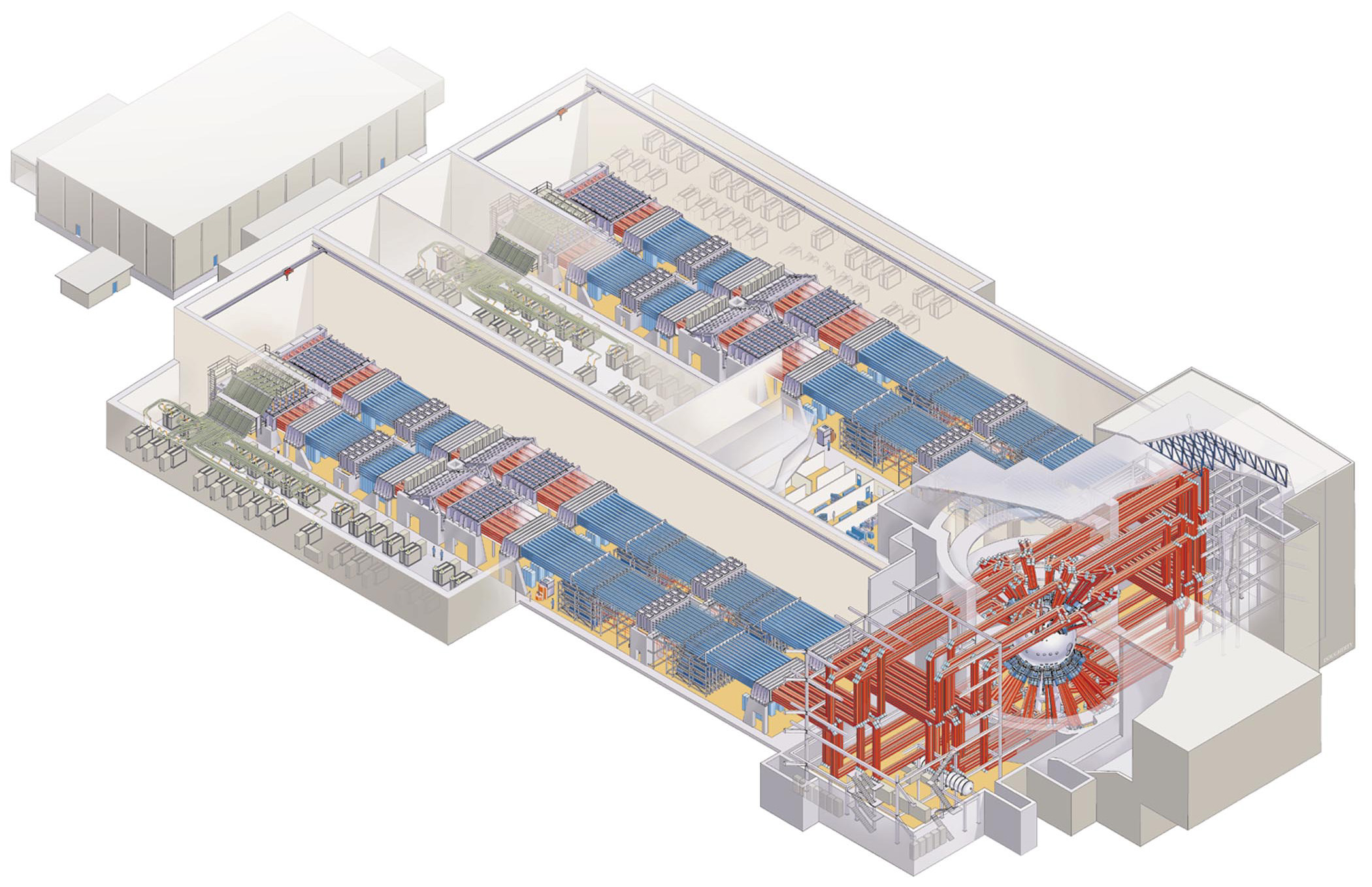
NIF基礎平面圖。雷射產生器在中間偏右。左上方則是光學玻璃組件，經由藍色管線進到上方擴大器（紫色）幾層強化後純淨的光束進入紅色的彙總器達到銀色球體內；整個NIF有三座足球場大。

在进入球型靶室之前雷射會通過一系列反射鏡分裂成許多道光束圍繞著球型目標室從不同角度射入，讓其中的靶球從不同方向被擊中。從主震盪器到最後射入球體的整個全長過程中；科學家可以用諸多光學設備調整光的延迟使它們在同一皮秒同時擊中。像平面圖所示，NIF的雷射發生器是在上方和下方。靶室和反射場
系統可以移動48條光束中的一半到另一個更靠近目標室赤道的位置，做為另一種設置。

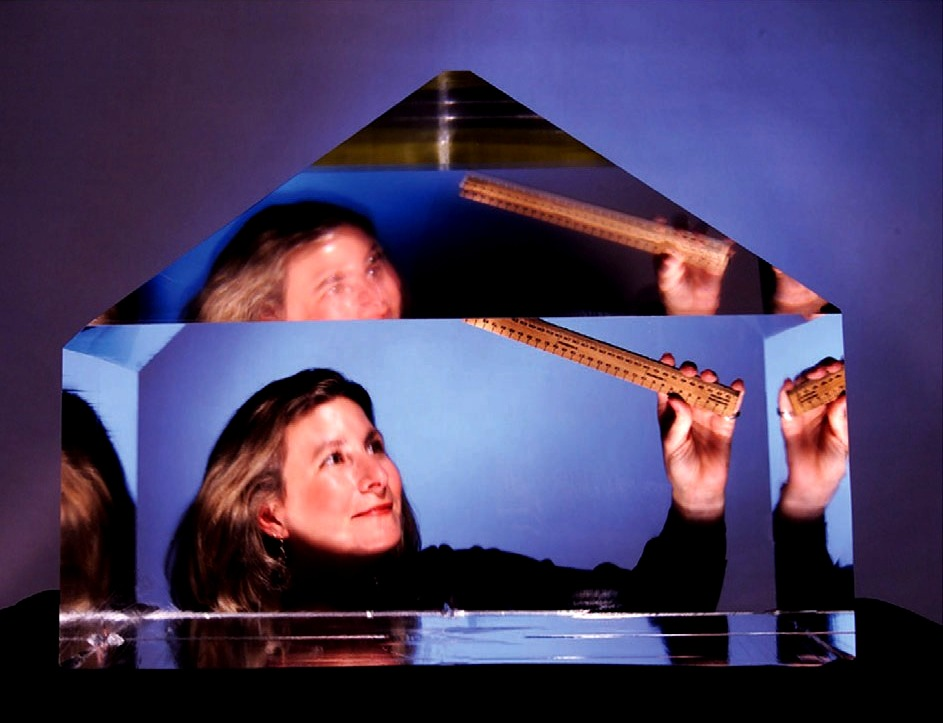
LLNL使用切成薄片的大型磷酸二氫鉀（KDP）水晶體用於NIF的光頻轉換器，把1053nm紅外線基本波轉換至351nm紫外線波。

击中目標前的一個最終程序會將1053 nm紅外線從轉換成351 nm紫外線（UV），該程序使用光学倍频來達成。

### NIF和ICF

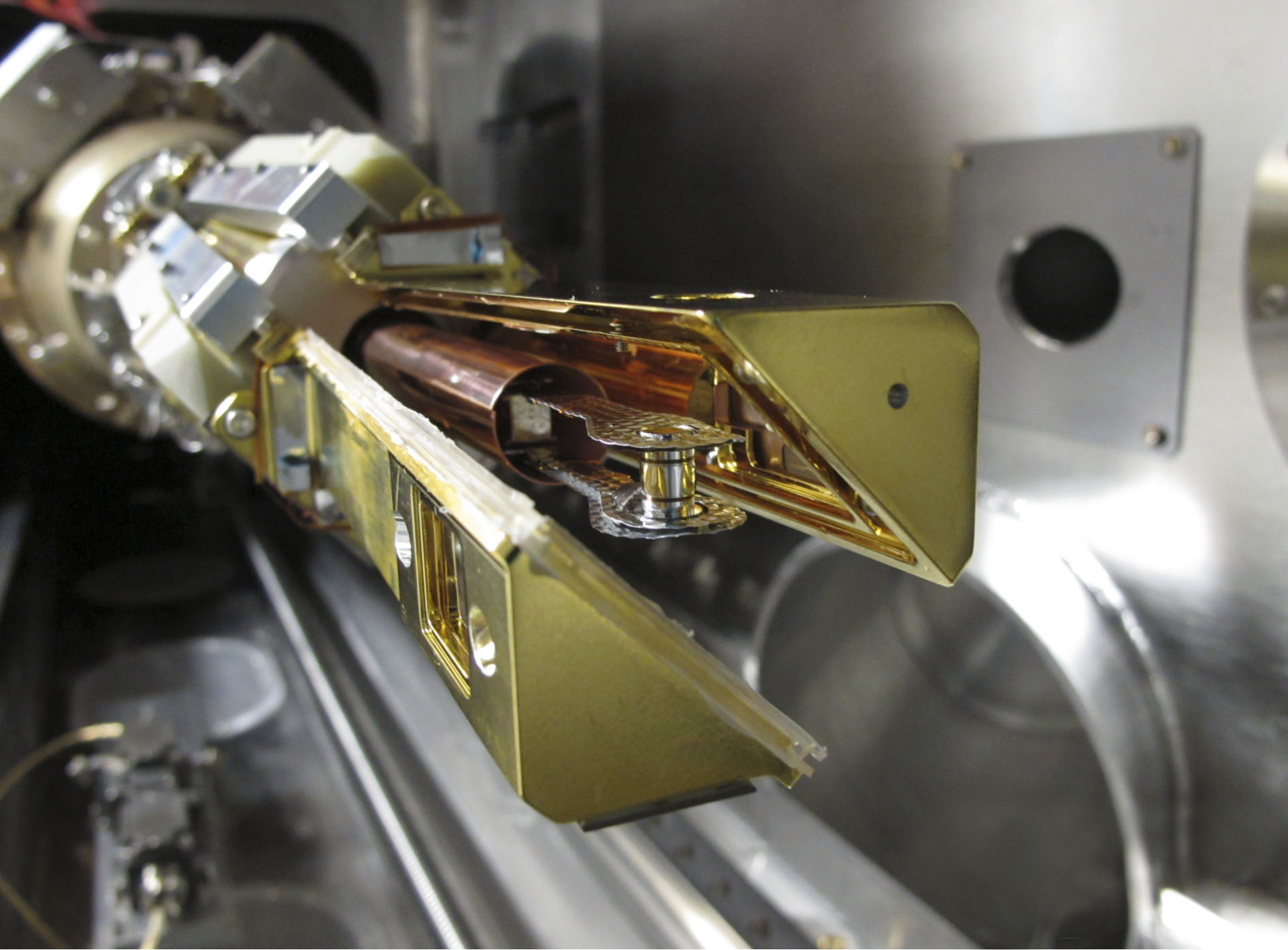
NIF的首次綜合點火實驗的目標組件安裝在超低溫靶定位系統，或cryoTARPOS。兩個三角形的雙臂形成罩包圍一個冷靶來保護它直到它們點火前5秒钟。

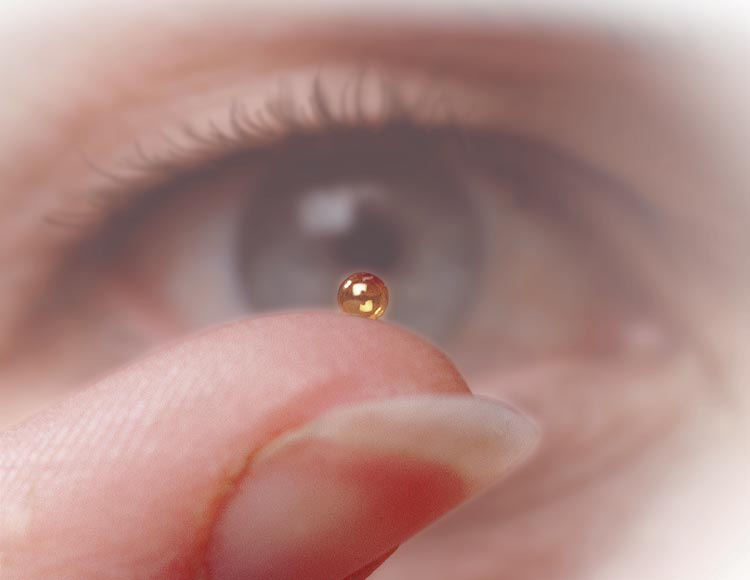
NIF用的燃料球填充有D-T氣體或D-T結冰體。整粒膠囊使用細塑膠線固定在環空器之中.

本設施名為"National Ignition Facility"，明確表示"igniting"即採用點火方式啟動核融合是目的，也是第一種長期運轉核融合的研究之門。之前的非核武型核融合實驗只有使用電漿包覆的托卡馬克裝置，外部能量的輸入必須全程不中斷以維持電漿，如果電漿層出現破洞將有極大災難。點火式的好處就是一旦開啟核融合可以自行融合燃料球後就可以中斷外部能量供應。因為鏈式反應的能量可以自動融合剩下的材料。因此點火式成為目前最有希望邁入實用化的唯一途徑。
NIF設計上首次採用间接驱动運作方法，雷射全部能量集中在一個環狀物中的小球。環狀物稱為環空器（德文中的"空洞"、或洞穴），可以重複激發X光頻譜，比傳統雷射光束更均勻對稱。該理論是根據80年代OMEGA laser和Nova laser的實驗結論。

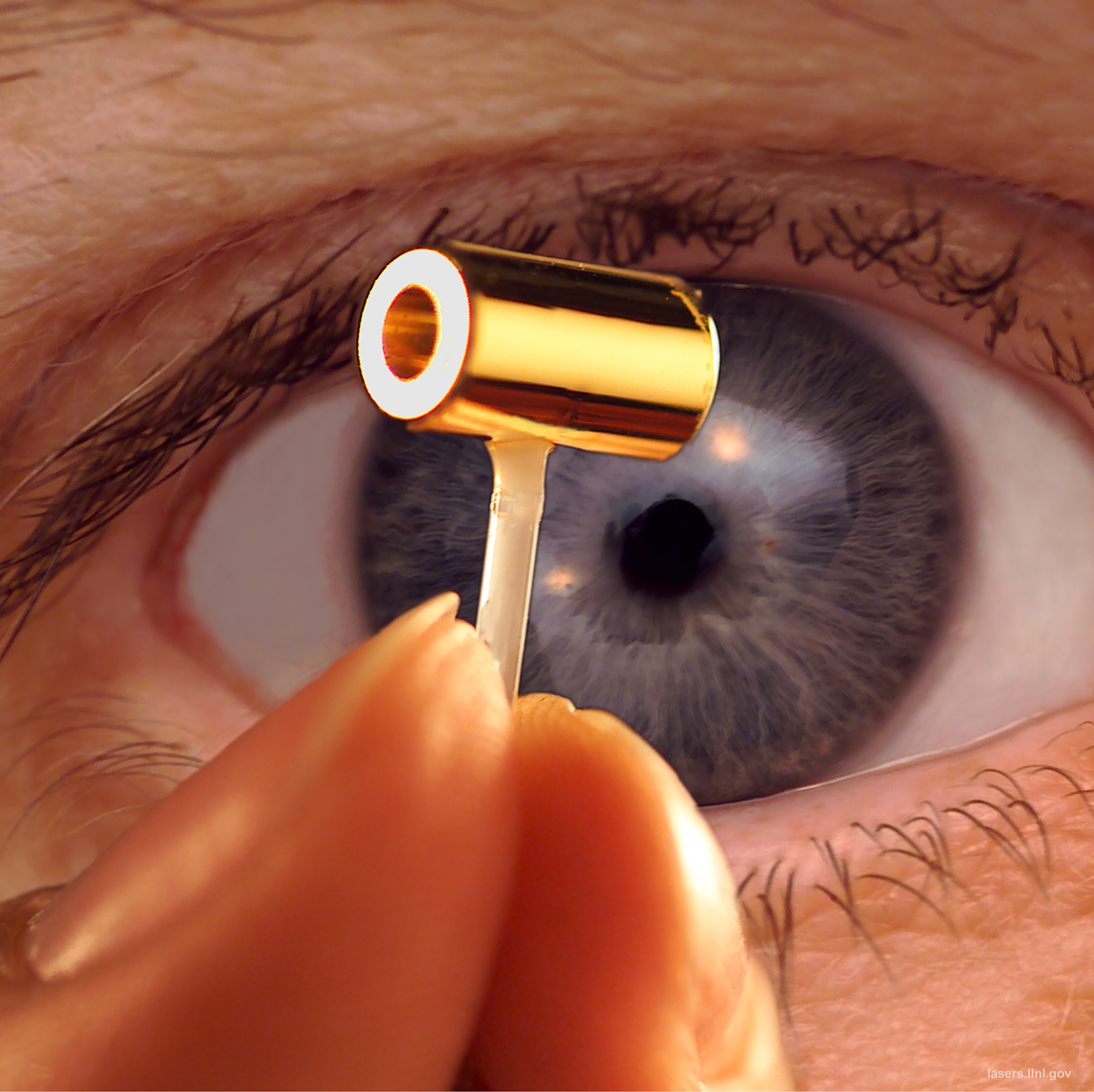
專為NIF打造的鍍金環空器。

這種轉換過程已經很有效率；原始的4MJ雷射光束能量輸出中大約10到20%的X光會在目標外層損失1.8MJ能量會轉換成UV，另外一半多的能量會在環空器轉成x光損失掉。
NIF一直在測試新型材料。先前的試驗多半採用塑膠燒蝕材料，例如聚苯乙烯（CH）。NIF的靶球外層是塑膠物質再噴上一層鈹或鈹銅合金，之後鈹便會氧化塑膠。與塑膠相比；鈹製標靶對X光是高濃度不透明體，也是高傳熱體。這都有利於間接擊中型機構設計的X光能量型態。使得更多的能量總值施加於內部核融合本身。
雖然NIF主要設計為間接驱动裝置，但它產出的能量完全足夠使用直接驱动法，只要能量雷射持續照射於目標。因為UV波長的能量在NIF的設計中遠超過點火所需。

## 發展史

### 動機
LLNL的ICF專案始於物理學家John Nuckolls的構想，他在1972年提出只要1kJ的雷射能量就有可能達成核融合，輸出達到1MJ的能源。雖然這理論中沒有太複雜的機械構造，但是超高能量雷射依然超出當時的最高工藝，當其他專案在研究氣體雷射（例如洛斯阿拉莫斯國家實驗室的Antares laser專案）或KrF（例如美國海軍研究實驗室的勝利女神計畫）LLNL卻決定全力專攻玻璃雷射為主並啟動了諸多以此能量標準設定的雷射研發專案。1980年代時LLNL的Shiva laser專案有了突破進展驗證了短波能量傳遞。這結果使LLNL成為玻璃雷射的先驅並引導未來的雷射領域研發。
在Shiva專案後，LLNL發現至少要20條200kJ雷射才能啟動核融合反應。在Nova專案初始建造階段，Nuckolls博士發現他的計算有一個錯誤，在1979/10另一John Foster Jr.教授也發現此一錯誤造成能量並不能達成點火核融。所以後來Nova更改設計成10門較小的351nm雷射，但是增加頻率以加強能量密度.Nova上線運作後透過多個非線性光學機傳出的雷射能傳遞20到30 kJ能量，只有原本預計的一半。
隨著整個實驗成果一一浮現，發現達到點火所需的實際能量一次比一次計算要高；當時理論上的200kJ能量也顯得有點站不住腳。美國能源部（DOE）決定直接展開全面實驗是最好的平息紛爭方式，在1978到1988年間一系列秘密實驗在內華達核爆場展開以驗證ICF組件的X光數據; LLNL將此機密計畫取名"岩鹽"，LANL則取名"百夫長"。第一批數據於1984年中出爐，直到1988年完成最後測試。雖然本系列機密計畫只有很少部分公諸於世，但是還是可以推估本計畫最終發現需要20MJ能量才能達成雷射核融，而且只有1/5不會被變成X光，因此初始能量至少要100MJ的雷射發射器才夠.

### LMF和Nova升級
Nova計畫部分成功，結合了Halite-Centurion計畫數項成果，激勵了DOE去設計一種軍用ICF的概念專案稱為"實驗型微核融設備"（LMF）可以產生100到1000（MJ）百萬焦耳間的能量。基於LASNEX電腦模擬，估計LMF需要輸入10百萬焦耳能源，加上Halite-Centurion測試中的瓶頸。間接暗示了建造這種設施是可行但是很難的，且必須花費十億美元以上。依據此模擬LLNL交出一項設計是輸入5 MJ 350nm（UV）能量後產生200 MJ能量的設計案，足以達成多數LMF的要求。預算大約6億美元（1989年物價），而且日後可以再加2.5億美元升級成1000 MJ的加強型，而如果願意投入十億美元的話LMF中所有DOE要求的目標都能達成。當然此時也有其他實驗室提出各種其他技術的LMF設計案。
面對如此大型專案，在1989/90年間美國國家科學院擬定了一項ICF成果檢驗報告承交國會。報告中表示“基於評估了射與物理效能上的需求，本計畫需要10億美元成本，本委員會相信LMF是過於龐大的一步性計畫。”他們建議短期目標應該分成幾個小階段點火試驗為主，直到結論確定前LMF都不應該建立全尺寸實驗設施。本報告也評論了氣體雷射被LANL放棄的計畫，並建議其他實驗室的相似專案也放棄氣體雷射。並認可了LASNEX數量與總能量應該接近10MJ。雖然如此但是有委員還是顧及到更高能量需求，因此註解“基於需求和達成點火，可以在合理範圍內經過全體委員同意將ICF能量提升到100-MJ之內的任何值。”

### NIF問世

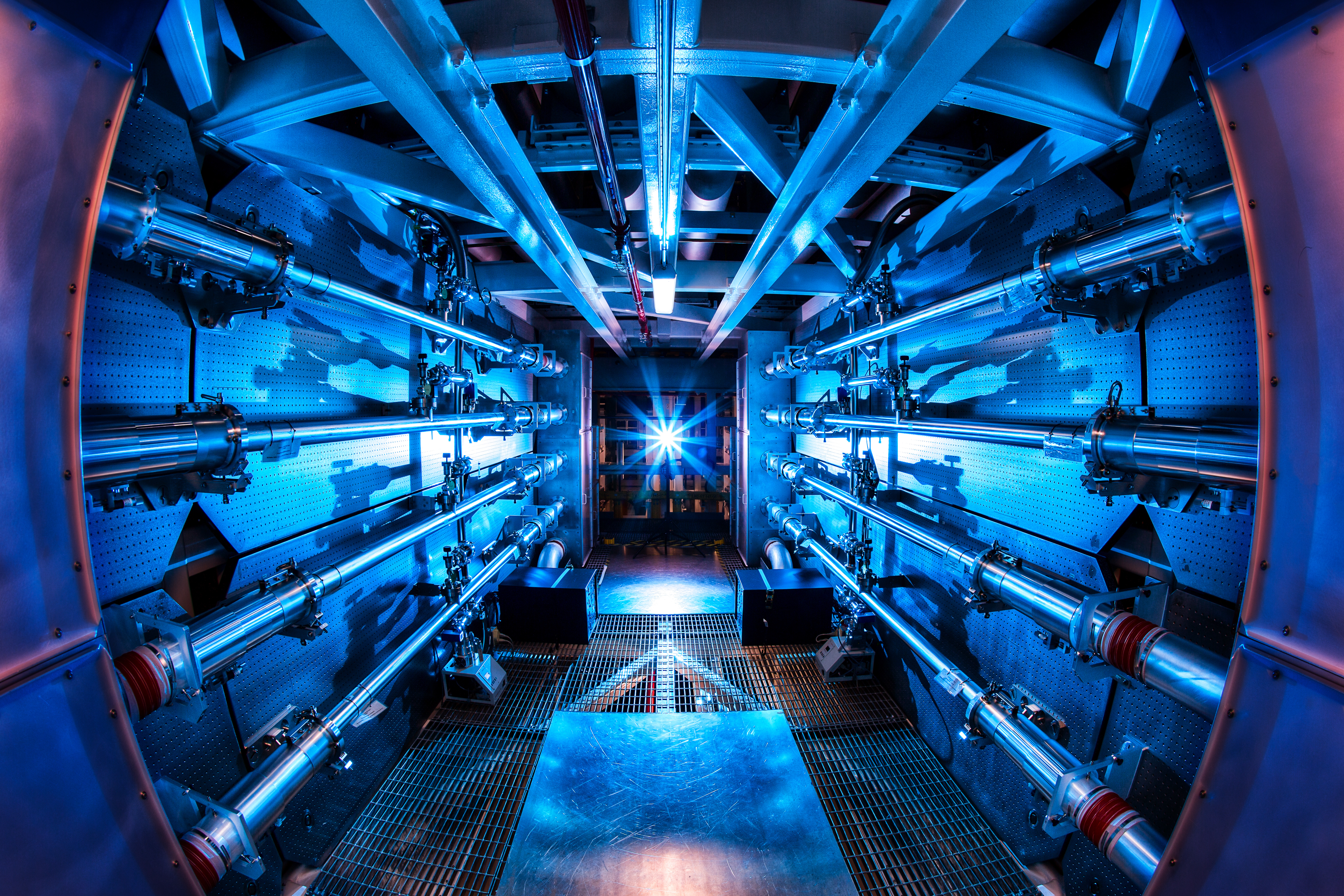
國家點火設備的前置放大器是增加激光束朝向目標室的能量的第一步。在2012年，NIF實現了一次500太瓦特（terawatt）的射擊，比美國在任何時候使用的功率高出1000倍。

冷戰結束後美國國防政策和預算都大量減少。限武條約大量節制了核武數量和種類，美國出現了一整代的核武工程師人力斷層無法來維護現有核武或是設計新核武。在此同時全面禁止核試驗條約，禁止了所有核試。也造成設計新核武的高難度。
這些問題催生了「核武儲存與維護專案」，其中也包含了一筆預算在不試爆的前提下設計或改裝新核武。一系列計畫會議在1995年展開，以定訂各實驗室所分配的計畫和預算。其中包含一個重要部份是確認ICF核融合電腦模擬的實驗。原有的Nova升級計畫案對於此計畫來說規模太小，所以NIF於1994年重新設計一個成本超過10億美元的專案，並於2002年完成。物理學家Richard Garwin如此評論計畫結果，"山迪亞國家實驗室建造了微電機動力研發中心MESA以得到最適當的CTBT。洛斯阿拉莫斯國家實驗室建造了雙軸光學動力測試設施。勞倫斯利福摩爾國家實驗室卻建了國家點火設施—就像一頭白色大象從房子外直接把我們連房子一塊吃了。他們都說這是核武儲存與維護專案，其實並不僅於此。"

### 早期問題
當NIF開始採用單一光束原則建造驗證機時，1994到97年間進展順利。
Sandia，有關於脈衝能量傳遞的豐富經驗，並於1998年成功設計了用於高能量氙燈的電容器庫。但是意外還是發生了，脈衝能量調節模組（PCMs）使電容器爆炸。這件事導致PCMs重新設計以容納更多誤差，但是此同時建築物卻還是依照原始設計持續建造，導致變大的新模組很勉強塞進屋中而沒有任何空間可以進行現場維修之用。

### 最近的進展

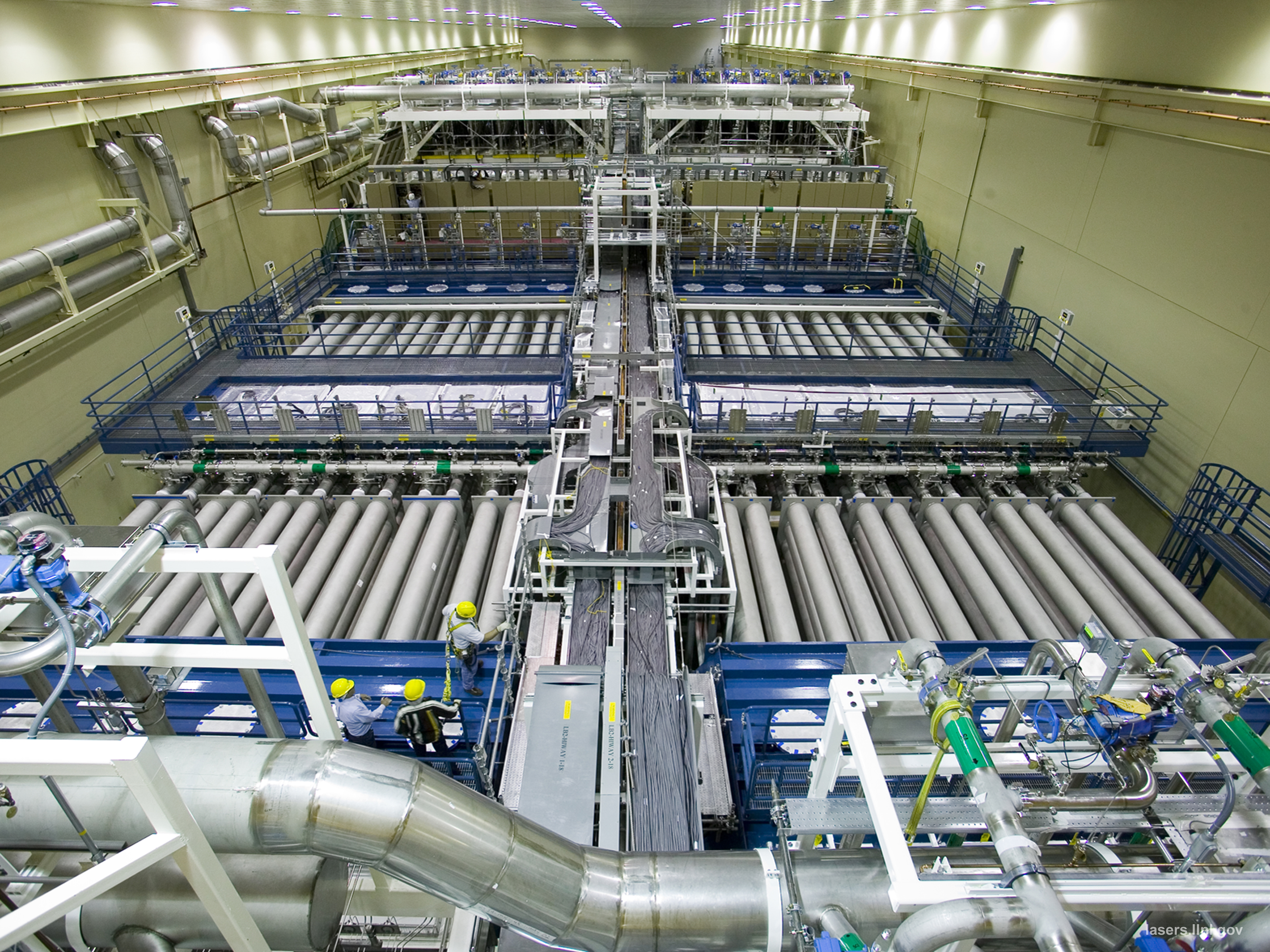
激光间(Laser Bay)2號於2007年7月投產

2009年1月26日，最終替換單元（LRU）安裝完畢，這是NIF最後的重要組件。2009年也完成雷射定位，雷射同步，順暢營運分析等科目操作。期待已久的試驗預計在2009年就會展開2010正式點火。
2009年2月10日，全部96門雷射第一次發射出1.1 MJ（百萬焦耳）紫外線能量將近3ω，也擊中目標室。主雷射理論上可達1.952 MJ總功率。這也是歷史上第一次創紀錄有雷射達到百萬焦耳等級。
2013年11月19日的实验中，NIF的192束激光将1.9 MJ热量送入环空器，在环空器内部产生近1亿摄氏度高温(比过去高50%以上)和1千万个大气压强。聚变燃料释放能量17.3 kJ，大约为以前纪录的10倍。
2021年8月8日的實驗，192束雷射將內部燃料加熱至1億攝氏度的高温。聚變持續了約10飛秒，共產生出1.3MJ的能量，比2018年的紀錄高出24倍。
2023年8月6日新聞發布該點火實驗室，已重複實現去年以核融合發電，達成產出能量淨增益的里程碑成就。

### 進展歷史

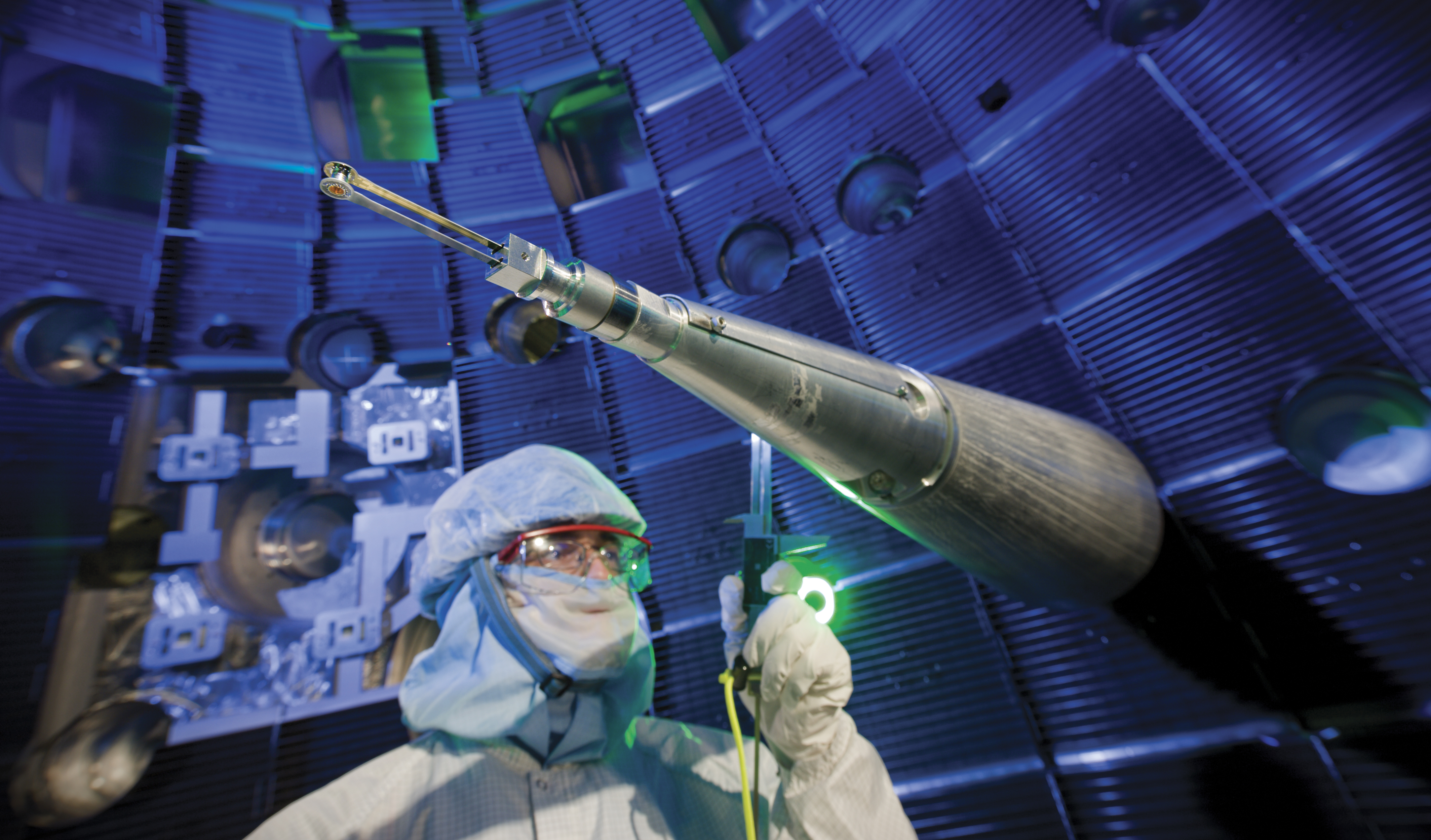
工程人員工作在國家點火裝置（NIF）的靶室內部的靶定位器。

雷射單元LRU於2005年開始安裝，工程速度也開始加快。早在2003年5月，NIF就完成了第一組4條光束的雷射器，並產生10.4kJ紅外線能量的試射。之後2005年內又完成8組雷射器共153 kJ紅外線能量輸出，當時就已經是地球上最高能量的雷射。2007年1月所有主震盪器內的LRU安裝完畢，控制電腦也安裝成功。到了8月，96條主雷射光束全部上線理論總能量達2.5 MJ，比世界最大的Nova雷射器還強40倍。"實驗室表示2009年3月所有主結構體會完工，2010年將進行第一次1.8MJ實驗性紅外線雷射點火。
2009後整體計畫評估很樂觀，預算也控制在預估之內。然而還是有人對第一次點火的成功率擔心，在最近由一份獨立第三方評估團體JASON Defense Advisory Group的報告指出，雖然計畫轉趨樂觀然而"即使大量克服了科學和技術的挑戰讓2010年前點火實驗變成可行，但是成功率依然不可預期。"但是工程小組暗示如果跳過低功率測試，也許有可能在期限前達到全功率運轉。
NIF計畫的諸多延遲使得法國的Laser Mégajoule計畫得以趕上，該計畫幾乎是NIF翻版。Mégajoule雖然開始比NIF晚但是建造期間計畫短，原本估計2008完成。可碰上諸多問題現在力拼2010完成.

燃料输出的能量（红球：lgnition）大于燃料吸收的能量（Capsule compression），即为：燃料增益；大于进入系统的能量（Laser energy into the Hohlraum）,则为：总增益。

2014年2月，NIF用192支激光加热和压缩燃料芯块，第一次实现了“燃料增益”，即燃料输出的能量大于燃料吸收的能量。这是世界第一台能实现“燃料增益”的核聚变装置，这项发现标志着核聚变能源将步入新时代，研究的下一个目标将会是实现“总增益”，即系统产生的能量必须超过进入系统的能量。

## 批評
外界批評集中在專案計畫層面，原本NIF定位角色集中在『儲存與管理專案』（SSP）。本計畫是為了重整長期核武儲備與再利用，對外宣稱多樣化的團隊都為了"科學福祉"而努力；但是實際上只有一小部分預算是科研，大部分預算是為了讓核子工業存活。美國科學聯盟認為“許多主張是政治考量；在實驗室所稱的延期試驗期間持續消耗大量又昂貴的開銷。”NIF其實是SSP最弱的環節，因為有一些人懷疑它所實驗的成果到底有多少實用性，還是只是一個不知所謂的大玩具。
2007一份國家科學顧問委員會報告指出“NIF是『儲存與管理專案』（SSP）的關鍵部分因為它所創造的極端高溫高壓環境在地球上只有核爆能比擬，因此可以對未來核武研究有幫助。”

## 類似的項目
其他聚變反應堆設計也可以在將來潛在的能量來源。一些類似的實驗項目有：
- DEMOnstration Power Plant（DEMO）[44]
- High Power laser Energy Research facility（HiPER）[45]
- 国际聚变材料放射测试设施（IFMIF）[46]
- 国际热核聚变实验反应堆（ITER）
- 歐洲聯合環狀反應爐（JET）[47]
- Tore Supra（英语：Tore Supra）[48]
- Laboratory for Laser Energetics（英语：Laboratory for Laser Energetics） (LLE).
- Laser Mégajoule（英语：Laser Mégajoule）（LMJ）[49]
- 文德尔施泰因7-X[50]
- 磁化内衬惯性核聚变（MagLIF）[51]
- 神光Ⅱ高功率激光物理实验装置[52]
- 國家點火設施-全景照片（Panorama）（页面存档备份，存于）聚變室外部照片。

### 理論
- 核聚变（Nuclear fusion）
- 磁聚变能
- 聚变反应
- 链式反应

### 廠商
- 豪雅 (日本)

### 其他核聚变裝置
- 歐洲聯合環狀反應爐（JET）
- 国际热核聚变实验反应堆（ITER）
- EAST融合反應裝置
- JT-60SA融合反應裝置
- KSTAR融合反應裝置

## 外部連結
- How NIF Works*（英文）國家點火設施網頁（页面存档备份，存于）
- NIF Director, Dr Ed Moses, on the progress of the facility, Ingenia magazine, December 2007
- NIF project director Moses says facility is ready to go（页面存档备份，存于）, SPIE Newsroom, March 23, 2009
- Inside Livermore Lab's Race to Invent Clean Energy（页面存档备份，存于） Newsweek, November 14, 2009

37°41′27″N 121°42′02″W / 37.690859°N 121.700556°W